# Velká Chmelištná
Velká Chmelištná település Csehországban, Rakovníki járásban. Velká Chmelištná Čistá, Jesenice, Řeřichy, Václavy, Drahouš és Oráčov településekkel határos. Lakosainak száma 62 fő (2024. január 1.).

## Népesség
A település lakosságának változását az alábbi diagram mutatja:
| Lakosok száma | 331  | 345  | 307  | 165  | 87   | 52   | 66   | 66   | 55   | 62   |
|               | 1869 | 1900 | 1921 | 1961 | 1980 | 2011 | 2016 | 2019 | 2021 | 2024 |